# Млини ударної дії

.

Млини ударної дії — млини, в яких подрібнення відбувається внаслідок зіткнення частинок з робочими елементами ротора, які швидко обертаються у нерухомому корпусі.
До цього типу млинів належать дезінтегратори і дисмембратори.

## Конструкція і принцип дії

### Дезінтегратор
Дезінтегратор (рис. а) складається з двох роторів, які насаджені на окремі вали і обертаються у протилежні сторони.
На дисках 1 роторів концентрично розташовані пальці (бичі) 2. Кожен ротор має по два ряди концентрично розташованих пальців. Ротори входять один в один таким чином, що концентричні кола з пальцями одного ротора розташовуються усередині концентричних кіл з пальцями іншого ротора. Вільні кінці бичів для жорсткості зв'язані кільцями. На вільних кінцях роторних валів насаджені приводні шківи 5. Обертальний рух від електродвигунів передається валам роторів через шківи і клинопасову передачу.
Вихідний матеріал через завантажувальну лійку, закріплену на корпусі 3, подається у центральну частину ротора дезінтегратора. При просуванні униз матеріал потрапляє під удар внутрішнього ряду бичів, подрібнюється і відкидається на наступний ряд бичів, які обертаються у протилежний бік. Під ударами другого ряду бичів відбувається подальше подрібнення і відкидання зерен на третій ряд і т. д. Подрібнений продукт розвантажується униз — під дезінтегратор. У дезінтеграторах одночасно з подрібненням відбувається й перемішування компонентів вихідного матеріалу.
Ступінь подрібнення у дезінтеграторах досягає 40, але вони рідко працюють при ступенях подрібнення більших 10, тому що при великих ступенях подрібнення різко знижується продуктивність. Ступінь подрібнення дезінтеграторів регулюється зміною швидкості обертання роторів.

### Дисмембратор
Дисмембратор (рис. б) за конструкцією аналогічний дезінтегратору, але на відміну від дезінтегратора у дисмембраторі обертається тільки один диск 1, другий диск 6 — нерухомий. Завдяки вентилятору 7 подрібнений продукт виноситься потоком повітря або газу у розвантажувальну камеру, яка розташована зверху.
Дисмембратори випускають з горизонтальним і вертикальним розташуванням ротора.